# Прапор Нової Вижви
Прапор Нової Вижви затверджений 27 березня 2008 року сесією Нововижвівської сільської ради п'ятого скликання.

## Опис
Прямокутне полотнище зі співвідношенням 1:1 розділене на дві рівні горизонтальні частини: червону і жовту. У центральній частині — герб Нової Вижви. Хоругва поєднує в собі кольори символіки Волинської області (червона барва) і Старовижівського району (жовта барва).